# Kosmos 70
Kosmos 70 – radziecki satelita technologiczny, siódmy i ostatni z serii DS-A1; czwarty który osiągnął orbitę. Służył do testowania systemów komunikacji i łączności na użytek radzieckich wojsk jądrowych. Urządzeń tych użyto później w satelitach typu Uragan. Oficjalnie służył do badania promieniowania kosmicznego, promieniowania z wybuchów jądrowych, oraz badań pasów radiacyjnych.